# Drapeau de la République dominicaine
Le drapeau de la République dominicaine représente la République dominicaine et, au même titre que les armoiries et l'hymne national, possède le statut de symbole national. Le bleu du drapeau représente la liberté, le blanc représente la paix et le rouge représente le sang des héros. Le drapeau civil est le même, sans la partie centrale. Il est dessiné par Juan Pablo Duarte. 

## Histoire
Lors de l'indépendance de la république dominicaine en 1844 vis-à-vis d’Haïti, les chefs de la révolution décident d'apposer sur le drapeau d'Haïti une croix blanche symbolisant la foi chrétienne de la population. Le drapeau est par la suite modifié en inversant la position d'une moitié des couleurs, et en ajoutant un blason au centre.

## Description
Conformément à la Constitution dominicaine, le drapeau comporte une croix blanche centrée qui s'étend jusqu'aux bords et divise le drapeau en quatre rectangles ; les rectangles supérieurs sont bleus (côté mat) et rouges, et les rectangles inférieurs (côté mat) sont rouges et bleus. Les armoiries nationales, composées d'un bouclier reprenant le dessin du drapeau et soutenu par une branche de laurier (à gauche) et une branche de palmier (à droite), se trouvent au centre de la croix. Au-dessus de l'écu, un ruban bleu porte la devise nationale Dios, Patria, Libertad (Dieu, Patrie, Liberté). Au-dessous de l'écu, les mots República Dominicana apparaissent sur un ruban rouge (dans les versions plus récentes, ce ruban rouge est représenté avec les pointes dirigées vers le haut). Au centre de l'écu, flanquée de trois lances (deux d'entre elles tenant des bannières dominicaines) de chaque côté, se trouve une Bible surmontée d'une petite croix et ouverte sur l'Évangile de Jean, chapitre 8, verset 32, où l'est écrit Y la verdad os hará libres (Et la vérité vous rendra libres).

## Chronologie des drapeaux

Drapeau du Haïti espagnol 1821 - 1822
Drapeau de la République dominicaine de 1844 à 1849
Drapeau de la République dominicaine de 1849 à 1861
Drapeau civil dominicain